# Мансийский
Мансийский — упразднённый посёлок в Советском районе Ханты-Мансийского автономного округа — Югры. Располагался посёлок на межселенной территории, в прямом подчинении муниципальному району. Упразднён в 2004 году.

## География
Располагался западнее реки Эсс, на расстоянии 12 км к юго-западу от города Югорск, у одноимённого железнодорожного разъезда на линии Конда — Нерпья Свердловской железной дороги.
Климат
Климат резко континентальный, зима суровая, с сильными ветрами и метелями, продолжающаяся семь месяцев. Лето относительно тёплое, но быстротечное.

## История
Возник в 1966 году в связи со строительство железнодорожного разъезда.

## Население
| 1989 | 2002 |
| ---- | ---- |
| 15   | ↘0   |